# Бердянский морской порт
Бердянский морской торговый порт (укр. Бердянський морський торговельний порт) — порт на побережье Азовского моря в Бердянске, является единственным морским транспортным узлом Запорожской области. Морскими дорогами через Волго-Донской и Беломорско-Балтийский каналы порт связан с регионами России, Казахстана, Ирана, а через Чёрное море — со странами Средиземноморского бассейна, Юго-Восточной Азии и Америки. С 2022 года в оккупации.
Для обеспечения полноценного функционирования порта к нему ведёт подходной канал (фарватер) по Бердянскому заливу.

## История порта
В 1824 году граф Воронцов, генерал-губернатор Новороссийского края отправил экспедицию на Азовское море. Её задачей было найти место для строительства нового морского порта. Капитан Критский, руководивший этой экспедицией, в своём докладе сообщил о нескольких предполагаемых местах, но лучшим назвал место, закрытое от моря Бердянской косой.
2 июня 1830 года газета «Санкт-Петербургские ведомости» сообщила про новый южный порт: 

«…руководство позволило ныне открыть Бердянскую пристань 1 июня сего года… открытие сей пристани обещает, со временем, большие выгоды не только ближайшим местам Екатерининской и Таврийской губерниям, но и послужит достатку других мест».
Для увеличения безопасности судоплаванья, в 1838 году был построен Нижний Бердянский маяк.
В 1855 году во время Крымской войны к Бердянску подошла англо-французская эскадра и обстреляла город с кораблей. Все портовые сооружения были сожжены или выведены из строя.
24 марта 1868 для защиты судов в порту от штормов был построен волнорез.
В 1877 году был построен Верхний Бердянский маяк.
В 1898 году кардинальная реконструкция порта — деревянные причалы в порту были заменены каменными, заново построен мол.
В 1899 году для обеспечения порта транзитными грузами, увеличения торговли и развития транспортных путей, ведущих к Бердянску, была проложена железная дорога из Бердянска к станции Чаплино.
В течение 1904—1905 годов в порту производились дноуглубительные работы, был прорыт судоходный канал для того чтобы в порт смогли прибывать суда с большей осадкой и следовательно грузоподъёмностью.
В 1980 году порт был награждён орденом «Знак Почёта».
В 1982 году был организован музей Бердянского морского торгового порта.
26 июля 2006 года к порту был присоединен Генический портопункт (ранее — самостоятельный МТП).
В конце апреля 2018 года началось противостояние между Россией и Украиной на Азовском море, в результате чего Мариупольский и Бердянский порты несли убытки. Так, по состоянию на 12 июля 2018 года россияне задержали 100 украинских судов.
В октябре 2018 года Министерство инфраструктуры Украины согласовало «План развития морского порта Бердянск». Документом предусмотрена реализация инвестиционных проектов по реконструкции и строительству 6-ти причалов и 2-х зерновых терминалов. Позднее порт  стал банкротом, и 9 апреля 2020 ВАКС обязал НАБУ начать расследование банкротства порта.
С 28 февраля 2022 года в ходе вторжения России в Украину город был оккупирован российскими войсками. 24 марта 2022 года в порту Бердянска был взорван российский большой десантный корабль «Саратов». Оккупационная администрация передала имущество Бердянского и Мариупольского портов в управление Росморречфлоту России. В общей сложности были переданы 93 объекта недвижимого имущества, включая 40 гидротехнических сооружений, а также 33 единицы флота. 

## Экономические показатели
Грузооборот:
- 2012 — 2 318,2 тыс. тонн.
- 2013 — 1 982,5 тыс. тонн.

По показателям 2014 за 9 месяцев — 1844,9 тыс.тонн. Рост к показателям предыдущего периода 2013 г. составляет 136,1 %.

## Основные виды деятельности
Перевалка:
- генеральных грузов (металлопродукция, тарно — штучные, оборудование и др.);
- навалочных грузов (руда, уголь, химические и минерально.-строительные грузы, кокс и др.);
- насыпных грузов (зерновые, продовольственные и др.);
- наливных грузов (светлые нефтепродукты).
- обработка вагонов, автомашин, судов;
- складирование и хранение грузов;
- штивка, сепарирование, зачистка транспортных средств от перевозимых грузов, крепление, раскрепление и спецкрепление грузов;
- стафировка контейнеров;
- формирование укрупненных грузовых мест.